# Morti nel 1908
| Questa pagina contiene informazioni ricavate automaticamente dalle voci biografiche con l'ausilio del template Bio e di un bot. L'aggiornamento è periodico e automatico e ricostruisce completamente la pagina. Se manca una persona in questa lista, sei pregato di non aggiungerla, ma accertati piuttosto che la sua voce biografica contenga il template Bio e che i dati anagrafici siano correttamente compilati. Se il template Bio manca, inseriscilo tu stesso o, in alternativa, metti l'avviso {{tmp\|Bio}} che ne segnala la mancanza. Se i dati riportati sono sbagliati, correggi direttamente la voce biografica; le modifiche saranno visibili in questa lista entro pochi giorni. Per chiarimenti vedi il progetto biografie. La lista contiene solo le 457 persone che sono citate nell'enciclopedia e per le quali è stato implementato correttamente il template Bio. Pagina aggiornata al 18 ago 2025. |

## Gennaio(42)
- 1º gennaio - Vera Spiridonovna Ljubatovič, rivoluzionaria russa (n. 1855)
- 2 gennaio - João dà Câmara, drammaturgo portoghese (n. 1852)
- 5 gennaio - Joseph von Mering, medico tedesco (n. 1849)
- 6 gennaio - George Dixon, pugile canadese (n. 1870)
- 8 gennaio - Sigismondo Brandolini Rota, vescovo cattolico italiano (n. 1823)
- 8 gennaio - Alessandro Gherardi, archivista e storico italiano (n. 1844)
- 9 gennaio - Wilhelm Busch, umorista, pittore e poeta tedesco (n. 1832)
- 9 gennaio - Abraham Goldfaden, drammaturgo russo (n. 1840)
- 9 gennaio - Luigi Sormani Moretti, politico italiano (n. 1834)
- 12 gennaio - Frederic John Goldsmid, esploratore britannico (n. 1818)
- 13 gennaio - Hashimoto Gahō, pittore giapponese (n. 1835)
- 13 gennaio - Ivan Egorovič Zabelin, archeologo e storico russo (n. 1820)
- 14 gennaio - Holger Drachmann, poeta e drammaturgo danese (n. 1846)
- 16 gennaio - Lydia Moss Bradley, filantropa e banchiera statunitense (n. 1816)
- 17 gennaio - Ferdinando IV di Toscana, nobile (n. 1835)
- 18 gennaio - Ludovico Seitz, pittore italiano (n. 1844)
- 18 gennaio - Hermann Snellen, medico olandese (n. 1834)
- 18 gennaio - Edmund Clarence Stedman, poeta, critico letterario e banchiere statunitense (n. 1833)
- 19 gennaio - Roberto Bompiani, pittore e scultore italiano (n. 1821)
- 19 gennaio - Francesco Calfapietra, militare, patriota e politico italiano (n. 1830)
- 19 gennaio - Georgi Dančov, artista, fotografo e rivoluzionario bulgaro (n. 1846)
- 19 gennaio - Charles Emory Smith, politico e giornalista statunitense (n. 1842)
- 20 gennaio - Milovan Glišić, scrittore e drammaturgo serbo (n. 1847)
- 20 gennaio - Heinrich Hübschmann, filologo e orientalista tedesco (n. 1848)
- 20 gennaio - Hugó Meltzl, storico della letteratura ungherese (n. 1846)
- 21 gennaio - Marie-Anne Detourbay, letterata francese (n. 1837)
- 22 gennaio - Carlo Andreoli, pianista e compositore italiano (n. 1840)
- 22 gennaio - Jules Louis Lewal, generale e scrittore francese (n. 1823)
- 22 gennaio - August Wilhelmj, violinista tedesco (n. 1845)
- 23 gennaio - Cesare Cipolletti, ingegnere italiano (n. 1843)
- 25 gennaio - Michail Ivanovič Čigorin, scacchista russo (n. 1850)
- 25 gennaio - Henri Espivent de la Villesboisnet, militare francese (n. 1813)
- 25 gennaio - Ouida, scrittrice britannica (n. 1839)
- 28 gennaio - Josef Freinademetz, presbitero e missionario austriaco (n. 1852)
- 28 gennaio - Ragnhild Jølsen, scrittrice norvegese (n. 1875)
- 28 gennaio - Isacco Gioacchino Levi, pittore e scrittore italiano (n. 1818)
- 28 gennaio - Sidney Paget, illustratore britannico (n. 1860)
- 28 gennaio - Numa Preti, scacchista, scrittore e editore francese (n. 1841)
- 28 gennaio - François-Marie-Benjamin Richard, cardinale e arcivescovo cattolico francese (n. 1819)
- 30 gennaio - David Johnson, pittore statunitense (n. 1827)
- 30 gennaio - Emilio Rosetti, ingegnere e matematico italiano (n. 1839)
- 31 gennaio - Carl von Voit, fisiologo tedesco (n. 1831)

## Febbraio(40)
- 1º febbraio - Luigi Filippo di Braganza, nobile portoghese (n. 1887)
- 1º febbraio - Carlo I del Portogallo, sovrano portoghese (n. 1863)
- 1º febbraio - Rafael Guastavino Moreno, architetto spagnolo (n. 1842)
- 2 febbraio - Louis Brisson, presbitero francese (n. 1817)
- 4 febbraio - Serafino Angelini, vescovo cattolico italiano (n. 1848)
- 4 febbraio - Albert Lancaster, meteorologo e astronomo belga (n. 1849)
- 5 febbraio - Ferdinando Bocconi, imprenditore e politico italiano (n. 1836)
- 6 febbraio - John Wellesley Thomas, politico e militare britannico (n. 1822)
- 7 febbraio - Ernesto I di Sassonia-Altenburg, duca (n. 1826)
- 7 febbraio - Aleksandr Ivanovič Ėrtel', romanziere russo (n. 1855)
- 7 febbraio - Johannes Zehngraf, miniatore danese (n. 1857)
- 8 febbraio - Stjepan Miletić, letterato, drammaturgo e regista croato (n. 1868)
- 10 febbraio - Alfonso Maria Giordano, arcivescovo cattolico italiano (n. 1835)
- 10 febbraio - Mustafa Kamil, politico e giornalista egiziano (n. 1874)
- 11 febbraio - Luigi Guglielmi, scultore italiano (n. 1834)
- 12 febbraio - Arpiar Arpiaryan, scrittore e giornalista armeno (n. 1851)
- 12 febbraio - Stanislao Lista, scultore italiano (n. 1824)
- 13 febbraio - David Hesser, pallanuotista e nuotatore statunitense (n. 1884)
- 16 febbraio - Luigi Bigiarelli, atleta e dirigente sportivo italiano (n. 1875)
- 16 febbraio - Andrej Kmeť, presbitero, botanico e etnografo slovacco (n. 1841)
- 16 febbraio - Henry Arthur McArdle, pittore irlandese (n. 1836)
- 17 febbraio - Frank Healey, compositore di scacchi britannico (n. 1828)
- 17 febbraio - Ignaz von Plener, politico e nobile austriaco (n. 1810)
- 18 febbraio - Emilio Mauri, pittore venezuelano (n. 1855)
- 18 febbraio - Antonio Mendola, nobile e letterato italiano (n. 1828)
- 20 febbraio - Salvatore Marchesi, baritono, compositore e traduttore italiano (n. 1822)
- 20 febbraio - Simo Matavulj, scrittore e drammaturgo serbo (n. 1852)
- 21 febbraio - Édouard Dessommes, scrittore statunitense (n. 1845)
- 21 febbraio - Harriet Hosmer, scultrice statunitense (n. 1830)
- 23 febbraio - Svatopluk Čech, scrittore e poeta ceco (n. 1846)
- 24 febbraio - Yechiel Michel Epstein, rabbino e religioso russo (n. 1829)
- 25 febbraio - Frank Pierce, maratoneta statunitense (n. 1883)
- 25 febbraio - Marco Aurelio Soto, politico honduregno (n. 1846)
- 25 febbraio - Francesco Valaperta, pittore italiano (n. 1836)
- 26 febbraio - Adolf Kirchhoff, filologo classico e epigrafista tedesco (n. 1826)
- 26 febbraio - Georg Dietrich August Ritter, ingegnere e astrofisico tedesco (n. 1826)
- 26 febbraio - Shi Jidong, insegnante cinese (n. 1835)
- 28 febbraio - Pat Garrett, statunitense (n. 1850)
- 28 febbraio - Pauline Lucca, soprano austriaco (n. 1841)
- 29 febbraio - John Hope, I marchese di Linlithgow, politico britannico (n. 1860)

## Marzo(31)
- 1º marzo - Giuseppe Bardelli, matematico e politico italiano (n. 1837)
- 4 marzo - Redfield Proctor, politico statunitense (n. 1831)
- 7 marzo - Maria Maddalena De Lellis, brigante italiana (n. 1835)
- 8 marzo - Alfredo Straccali, letterato italiano (n. 1854)
- 10 marzo - Otto von Helldorff, politico prussiano (n. 1833)
- 11 marzo - Edmondo De Amicis, scrittore, giornalista e militare italiano (n. 1846)
- 12 marzo - Gaetano Foschini, organista, compositore e direttore d'orchestra italiano (n. 1836)
- 12 marzo - Clara Novello, soprano inglese (n. 1818)
- 13 marzo - Carlo Lancerotto, calciatore e dirigente sportivo italiano
- 14 marzo - Gustav von Hüfner, chimico tedesco (n. 1840)
- 14 marzo - Julius Lessing, storico dell'arte tedesco (n. 1843)
- 14 marzo - Lester Allan Pelton, inventore statunitense (n. 1829)
- 15 marzo - Camillo Cima, drammaturgo, illustratore e pittore italiano (n. 1827)
- 17 marzo - Giovanni Battista Casali del Drago, cardinale e patriarca cattolico italiano (n. 1838)
- 18 marzo - Giovanni Battista Giorgini, giurista e politico italiano (n. 1818)
- 19 marzo - Demetrio Del Prete, politico italiano (n. 1826)
- 19 marzo - Eduard Zeller, storico della filosofia tedesco (n. 1814)
- 21 marzo - Volodymyr Antonovyč, storico ucraino (n. 1834)
- 21 marzo - Giacomo Racioppi, storico, politico e economista italiano (n. 1827)
- 22 marzo - Raffaele Capone, vescovo cattolico italiano (n. 1829)
- 24 marzo - Spencer Cavendish, VIII duca di Devonshire, nobile e politico britannico (n. 1833)
- 24 marzo - Emilio Lazzeri, fantino italiano (n. 1865)
- 26 marzo - Maddalena Morano, religiosa italiana (n. 1847)
- 26 marzo - Pasquale Visocchi, agronomo italiano (n. 1817)
- 28 marzo - Cesare Finzi, matematico italiano (n. 1836)
- 29 marzo - Caroline Elizabeth Merrick, scrittrice statunitense (n. 1825)
- 30 marzo - Marianna Mattiocco, modella italiana (n. 1865)
- 30 marzo - Laura Pisati, matematica italiana
- 31 marzo - Charles Barbier de Meynard, arabista, iranista e turcologo francese (n. 1826)
- 31 marzo - Salvatore Calandruccio, chirurgo e entomologo italiano (n. 1855)
- 31 marzo - Giovanbattista Marotti, ingegnere e architetto italiano (n. 1834)

## Aprile(36)
- 4 aprile - Antonio Colocci, politico italiano (n. 1821)
- 4 aprile - Willie Edouin, attore, cantante e regista teatrale inglese (n. 1846)
- 4 aprile - Leonardo Gigli, chirurgo e ginecologo italiano (n. 1863)
- 5 aprile - Gaetano Coronaro, direttore d'orchestra, pedagogo e compositore italiano (n. 1852)
- 5 aprile - Jeff Kidder, statunitense (n. 1875)
- 7 aprile - Constance Quéniaux, modella e ballerina francese (n. 1832)
- 7 aprile - William Richardson Linton, botanico inglese (n. 1850)
- 7 aprile - Ludwig Karl Schmarda, naturalista austriaco (n. 1819)
- 7 aprile - Pavel Andreevič Šuvalov, politico e generale russo (n. 1830)
- 9 aprile - Eugène Lefébure, egittologo francese (n. 1838)
- 9 aprile - Giuseppe Tornielli Brusati di Vergano, diplomatico e politico italiano (n. 1836)
- 10 aprile - Nikolaj Linevič, militare russo (n. 1839)
- 10 aprile - Arthur Ranc, giornalista e politico francese (n. 1831)
- 11 aprile - Gian Lorenzo Basetti, politico e patriota italiano (n. 1836)
- 11 aprile - Henry Bird, scacchista britannico (n. 1830)
- 12 aprile - Hartwig Derenbourg, orientalista, storico e traduttore francese (n. 1844)
- 12 aprile - Charles Adelle Lewis Totten, militare e scrittore statunitense (n. 1851)
- 13 aprile - Aasta Hansteen, pittrice, scrittrice e attivista norvegese (n. 1824)
- 13 aprile - Martín Rico, pittore spagnolo (n. 1833)
- 14 aprile - Edith Pechey, attivista e medico britannica (n. 1845)
- 15 aprile - Antoine Béchamp, medico e chimico francese (n. 1816)
- 16 aprile - Edward Angelo Goodall, pittore, illustratore e incisore inglese (n. 1819)
- 18 aprile - Giuseppe Bonacossa, imprenditore e politico italiano (n. 1841)
- 20 aprile - Henry Chadwick, giornalista e storico inglese (n. 1824)
- 21 aprile - Enrica Gotti, patriota e insegnante italiana (n. 1824)
- 21 aprile - William Kenyon-Slaney, politico e calciatore inglese (n. 1847)
- 21 aprile - Theodor von Sickel, saggista e diplomatista tedesco (n. 1826)
- 22 aprile - Qasim Amin, giurista e scrittore egiziano (n. 1863)
- 22 aprile - Henry Campbell-Bannerman, politico britannico (n. 1836)
- 22 aprile - Leopold von Schrötter, medico austriaco (n. 1837)
- 24 aprile - Poul La Cour, fisico danese (n. 1846)
- 25 aprile - Gennaro Portanova, cardinale e arcivescovo cattolico italiano (n. 1845)
- 25 aprile - Harry Storer Sr., calciatore e crickettista inglese (n. 1870)
- 25 aprile - Carlo del Balzo, scrittore e politico italiano (n. 1853)
- 26 aprile - Karl Möbius, zoologo tedesco (n. 1825)
- 30 aprile - Ciro Goiorani, scrittore e giornalista italiano (n. 1834)

## Maggio(32)
- 1º maggio - Pierre Tetar van Elven, pittore e incisore olandese (n. 1828)
- 2 maggio - Charles Chamberland, microbiologo francese (n. 1851)
- 2 maggio - Mečislovas Leonardas Paliulionis, vescovo cattolico lituano (n. 1834)
- 3 maggio - Antonio Borri, patriota e agricoltore italiano (n. 1833)
- 3 maggio - Franz Bücheler, filologo classico e latinista tedesco (n. 1837)
- 3 maggio - Stefano Turr, militare e politico ungherese (n. 1825)
- 5 maggio - Albert Auguste Cochon de Lapparent, geologo francese (n. 1839)
- 7 maggio - Eduard Glaser, arabista, archeologo e esploratore austriaco (n. 1855)
- 7 maggio - Ludovic Halévy, librettista e commediografo francese (n. 1834)
- 9 maggio - Troiano De Filippis Delfico, politico italiano (n. 1821)
- 10 maggio - Oskar Langendorff, cardiologo e fisiologo tedesco (n. 1853)
- 11 maggio - Antonio Carminati, scultore italiano (n. 1859)
- 12 maggio - Melesio Morales, compositore e direttore d'orchestra messicano (n. 1838)
- 14 maggio - Vach Lewis, wrestler e criminale statunitense
- 14 maggio - Max Zweifach, criminale statunitense (n. 1884)
- 15 maggio - Elise Blenker, rivoluzionaria tedesca (n. 1824)
- 15 maggio - Antonio Polin, vescovo cattolico italiano (n. 1825)
- 17 maggio - Jacques Blumenthal, pianista e compositore tedesco (n. 1829)
- 17 maggio - Julien Guadet, architetto francese (n. 1834)
- 17 maggio - Carl Koldewey, esploratore tedesco (n. 1837)
- 17 maggio - Ernesto Masi, storico italiano (n. 1836)
- 18 maggio - Karl Heilmayer, pittore tedesco (n. 1829)
- 19 maggio - Georg Emil Libert, pittore danese (n. 1820)
- 22 maggio - John Sparks, politico statunitense (n. 1843)
- 23 maggio - François Coppée, poeta, drammaturgo e scrittore francese (n. 1842)
- 24 maggio - Joseph Jefferson Howard, golfista statunitense (n. 1878)
- 24 maggio - Giuseppe Resti Ferrari, magistrato e politico italiano (n. 1832)
- 26 maggio - Mirza Ghulam Ahmad, profeta indiano (n. 1835)
- 28 maggio - Stephen Lee, generale statunitense (n. 1833)
- 31 maggio - Jimmy Crabtree, calciatore inglese (n. 1871)
- 31 maggio - John Evans, archeologo, numismatico e geologo britannico (n. 1823)
- 31 maggio - Louis Fréchette, poeta, scrittore e politico canadese (n. 1839)

## Giugno(33)
- 1º giugno - Pietro Giacomelli, patriota italiano (n. 1836)
- 2 giugno - Redvers Buller, generale britannico (n. 1839)
- 3 giugno - Viggo Fausböll, orientalista danese (n. 1821)
- 4 giugno - Domenico Coletti, politico italiano (n. 1825)
- 5 giugno - Jonas Lie, scrittore norvegese (n. 1833)
- 5 giugno - Josef Franz Wagner, compositore e direttore d'orchestra austriaco (n. 1856)
- 9 giugno - Ferdinando Maria Perrone, imprenditore e patriota italiano (n. 1847)
- 9 giugno - Giulio Prinetti, imprenditore e politico italiano (n. 1851)
- 10 giugno - Innocenzo Polcari, religioso, gesuita e scrittore italiano (n. 1818)
- 11 giugno - Gaston Boissier, latinista e storico francese (n. 1823)
- 13 giugno - Antonio Aguilar y Correa, politico spagnolo (n. 1824)
- 13 giugno - Henry Lomb, ottico e imprenditore tedesco (n. 1828)
- 14 giugno - Frederick Stanley, XVI conte di Derby, politico britannico (n. 1841)
- 14 giugno - Blind Tom Wiggins, pianista statunitense (n. 1849)
- 15 giugno - Bizan Kawakami, scrittore e poeta giapponese (n. 1869)
- 15 giugno - Giuseppe Ricciardi, vescovo cattolico italiano (n. 1839)
- 17 giugno - Giusto Calvi, poeta, giornalista e politico italiano (n. 1865)
- 17 giugno - Enrico de Dominicis, arcivescovo cattolico italiano (n. 1828)
- 18 giugno - Eugen Albrecht, patologo tedesco (n. 1872)
- 19 giugno - Fritz Noll, botanico tedesco (n. 1858)
- 19 giugno - Gian Domenico Petroni, avvocato e politico italiano (n. 1838)
- 20 giugno - Federico Chueca, compositore, direttore d'orchestra e pianista spagnolo (n. 1846)
- 21 giugno - Luís Cruls, astronomo belga (n. 1848)
- 21 giugno - Benedict Friedlaender, sociologo, sessuologo e economista tedesco (n. 1866)
- 21 giugno - Nikolaj Andreevič Rimskij-Korsakov, compositore e docente russo (n. 1844)
- 23 giugno - Doppo Kunikida, scrittore e giornalista giapponese (n. 1871)
- 24 giugno - Grover Cleveland, politico statunitense (n. 1837)
- 26 giugno - Francesco Jacovacci, pittore italiano (n. 1838)
- 27 giugno - Antonio Varni, pittore italiano (n. 1839)
- 28 giugno - Carlo Tranfo, avvocato e politico italiano (n. 1831)
- 29 giugno - Pierre Louis Jean Ivolas, naturalista francese (n. 1842)
- 29 giugno - Enrico Paternò Castello di Carcaci, politico italiano (n. 1840)
- 30 giugno - Thomas Hill, pittore statunitense (n. 1829)

## Luglio(28)
- 2 luglio - Oscar Liebreich, farmacologo tedesco (n. 1839)
- 2 luglio - Fausto Massimini, politico italiano (n. 1859)
- 3 luglio - Joel Chandler Harris, giornalista e scrittore statunitense (n. 1848)
- 4 luglio - Eberhard Schrader, assiriologo e orientalista tedesco (n. 1836)
- 5 luglio - Carl von Than, chimico ungherese (n. 1834)
- 6 luglio - Johann Albert von Regel, medico, botanico e archeologo svizzero (n. 1845)
- 9 luglio - Peter Dangl, alpinista austriaca (n. 1844)
- 10 luglio - Hermann Karsten, botanico e biologo tedesco (n. 1817)
- 10 luglio - Elisabetta Sibilla di Sassonia-Weimar-Eisenach, principessa tedesca (n. 1854)
- 11 luglio - Fritz Traun, tennista, velocista e mezzofondista tedesco (n. 1876)
- 14 luglio - Gustav Mayr, entomologo austriaco (n. 1830)
- 16 luglio - René Panhard, ingegnere e pilota automobilistico francese (n. 1841)
- 18 luglio - Luisa Giaconi, poetessa italiana (n. 1870)
- 18 luglio - Otto Pfleiderer, teologo tedesco (n. 1839)
- 19 luglio - Elia Demirgibashian, scrittore, poeta e giornalista armeno (n. 1851)
- 19 luglio - Ignacio de Veintemilla, politico ecuadoriano (n. 1828)
- 20 luglio - Francesco Saverio Bianchi, giurista e politico italiano (n. 1827)
- 20 luglio - Dīmītrios Vikelas, letterato e dirigente sportivo greco (n. 1835)
- 21 luglio - Camille Chabaneau, filologo, saggista e grammatico francese (n. 1831)
- 22 luglio - Carlo Nocella, cardinale italiano (n. 1826)
- 22 luglio - William Randal Cremer, politico britannico (n. 1828)
- 23 luglio - Grete Beier, assassina tedesca (n. 1885)
- 24 luglio - Walter Leistikow, pittore tedesco (n. 1865)
- 25 luglio - Ezio Marchi, veterinario italiano (n. 1869)
- 27 luglio - Giovanni Mattioni, politico italiano (n. 1870)
- 28 luglio - Domenico Zanichelli, giurista italiano (n. 1858)
- 29 luglio - Paul Grohmann, alpinista austriaco (n. 1838)
- 30 luglio - James Budd, politico statunitense (n. 1851)

## Agosto(37)
- 2 agosto - John Roddam Spencer Stanhope, pittore inglese (n. 1829)
- 2 agosto - Albert Venn, giocatore di lacrosse statunitense (n. 1867)
- 4 agosto - Marthe Abran, pittrice e scultrice francese (n. 1866)
- 4 agosto - Giuseppe Chiarini, letterato e critico letterario italiano (n. 1833)
- 4 agosto - Bronson Howard, commediografo, drammaturgo e giornalista statunitense (n. 1842)
- 5 agosto - Pietro Mallegori, ingegnere italiano (n. 1858)
- 5 agosto - Walery Wroblewski, militare bielorusso (n. 1836)
- 6 agosto - William Bemrose, artista e scrittore britannico (n. 1831)
- 6 agosto - Léon Bazile Perrault, pittore francese (n. 1832)
- 6 agosto - Antonio Starabba, marchese di Rudinì, nobile, politico e prefetto italiano (n. 1839)
- 8 agosto - Alfred Mathieu Giard, zoologo francese (n. 1846)
- 8 agosto - Joseph Maria Olbrich, architetto austriaco (n. 1867)
- 11 agosto - Heinrich von Siebold, antropologo e traduttore tedesco (n. 1852)
- 13 agosto - Ira D. Sankey, compositore e cantante statunitense (n. 1840)
- 14 agosto - Anton Giulio Barrili, politico, scrittore e letterato italiano (n. 1836)
- 14 agosto - Friedrich Paulsen, filosofo e pedagogista tedesco (n. 1846)
- 15 agosto - Willy Sulzbacher, schermidore tedesco (n. 1876)
- 15 agosto - Louis Sussmann-Hellborn, pittore e scultore tedesco (n. 1828)
- 15 agosto - Jean-Emmanuel Van den Bussche, pittore belga (n. 1837)
- 16 agosto - Stefano Cotugno, militare italiano (n. 1883)
- 17 agosto - Domenico Amanzio, matematico e astronomo italiano (n. 1854)
- 17 agosto - José Cueto Díez de la Maza, vescovo cattolico spagnolo (n. 1839)
- 17 agosto - Radoje Domanović, scrittore e insegnante serbo (n. 1871)
- 18 agosto - Marcello Mazzanti, vescovo cattolico italiano (n. 1831)
- 21 agosto - Mwezi Gisabo, re burundese
- 22 agosto - Carlo Donati, avvocato e politico italiano (n. 1859)
- 24 agosto - Éleuthère Mascart, fisico e meteorologo francese (n. 1837)
- 24 agosto - Carlo Borwin di Meclemburgo-Strelitz, principe (n. 1888)
- 25 agosto - Antoine Henri Becquerel, fisico francese (n. 1852)
- 25 agosto - Giuseppe Cugnoni, latinista, filologo e bibliotecario italiano (n. 1824)
- 27 agosto - Thorvald Bindesbøll, designer danese (n. 1846)
- 27 agosto - William Freeman Vilas, politico statunitense (n. 1840)
- 28 agosto - Eugenio Bonvicini, politico italiano (n. 1823)
- 30 agosto - Cesare Alaggia, magistrato e politico italiano (n. 1841)
- 30 agosto - Giovanni Fattori, pittore e incisore italiano (n. 1825)
- 30 agosto - Alexander Peter Stewart, militare statunitense (n. 1821)
- 31 agosto - Leslie Green, architetto inglese (n. 1875)

## Settembre(23)
- 4 settembre - Rūdolfs Blaumanis, scrittore, giornalista e drammaturgo lettone (n. 1863)
- 7 settembre - Giovanni Maria Damiani, militare e patriota italiano (n. 1832)
- 8 settembre - Pompeo Cambiasi, musicologo e politico italiano (n. 1840)
- 10 settembre - Vincenzo Colmayer, prefetto e politico italiano (n. 1843)
- 12 settembre - Henri Bouchet-Doumenq, pittore francese (n. 1834)
- 13 settembre - Placido Wolter, presbitero tedesco (n. 1828)
- 15 settembre - Friedrich Adler, architetto e archeologo tedesco (n. 1827)
- 15 settembre - Tancredi Canonico, giurista e politico italiano (n. 1828)
- 19 settembre - José Manuel Marroquín, educatore, scrittore e politico colombiano (n. 1827)
- 19 settembre - Giuseppe Pinna, politico e avvocato italiano (n. 1854)
- 20 settembre - Emilio Degiorgis, generale italiano (n. 1844)
- 20 settembre - Nicolás Salmerón, filosofo, scrittore e politico spagnolo (n. 1838)
- 20 settembre - Pablo de Sarasate, violinista e compositore spagnolo (n. 1844)
- 21 settembre - Ernest Fenollosa, storico dell'arte e orientalista statunitense (n. 1853)
- 22 settembre - Robert Kingscote, ufficiale e politico inglese (n. 1830)
- 23 settembre - Jadwiga Łuszczewska, poetessa e scrittrice polacca (n. 1834)
- 25 settembre - John Churton Collins, critico letterario, giornalista e saggista inglese (n. 1848)
- 25 settembre - William Farren junior, attore teatrale inglese (n. 1825)
- 25 settembre - Edward Nathan Berra, crickettista e dirigente sportivo inglese (n. 1871)
- 26 settembre - Samuel Duvall, arciere statunitense (n. 1836)
- 29 settembre - Machado de Assis, scrittore e poeta brasiliano (n. 1839)
- 29 settembre - Albert Maignan, pittore e illustratore francese (n. 1845)
- 29 settembre - Wilhelm Reiss, geologo e esploratore tedesco (n. 1838)

## Ottobre(23)
- 5 ottobre - Friedrich Bezold, medico tedesco (n. 1842)
- 6 ottobre - Ludwig Gebhardt, pittore tedesco (n. 1830)
- 6 ottobre - Adolf Wüllner, fisico tedesco (n. 1835)
- 9 ottobre - Filippo Ghersi, scultore italiano (n. 1825)
- 13 ottobre - Antonietta di Sassonia-Altenburg, nobildonna (n. 1838)
- 13 ottobre - Antonio Dal Favero, scultore e pittore italiano (n. 1842)
- 13 ottobre - Shivajirao Holkar, principe indiano (n. 1859)
- 14 ottobre - Paul Christoph Hennings, botanico e micologo tedesco (n. 1841)
- 16 ottobre - Jean-Baptiste Berthier, presbitero francese (n. 1840)
- 21 ottobre - Tancredi Milone, attore e commediografo italiano
- 21 ottobre - Raffaele Nannarone, imprenditore e politico italiano (n. 1829)
- 21 ottobre - Charles Eliot Norton, critico letterario, critico d'arte e insegnante statunitense (n. 1827)
- 22 ottobre - Victor Leydet, politico francese (n. 1845)
- 25 ottobre - Hiram Bingham II, missionario statunitense (n. 1831)
- 25 ottobre - Lorenz Frølich, pittore, illustratore e fotografo danese (n. 1820)
- 26 ottobre - Demetrio Diamilla, numismatico, agente segreto e astronomo italiano (n. 1826)
- 26 ottobre - Aleksandr Pavlovič Lenskij, attore, regista teatrale e docente russo (n. 1847)
- 26 ottobre - François-Désiré Mathieu, cardinale e arcivescovo cattolico francese (n. 1839)
- 27 ottobre - Salvador Casañas y Pagés, cardinale e vescovo cattolico spagnolo (n. 1834)
- 28 ottobre - Giuseppe Biancheri, politico italiano (n. 1821)
- 28 ottobre - Charles de Coubertin, pittore e nobile francese (n. 1822)
- 29 ottobre - Silvije Strahimir Kranjčević, poeta e scrittore croato (n. 1865)
- 30 ottobre - Caroline Webster Schermerhorn Astor, socialite statunitense (n. 1830)

## Novembre(34)
- 1º novembre - Ludwig Carl Christian Koch, aracnologo tedesco (n. 1825)
- 2 novembre - Tito Aguiari, pittore italiano (n. 1834)
- 4 novembre - Richard Gerstl, pittore austriaco (n. 1883)
- 4 novembre - Tomás Estrada Palma, politico cubano (n. 1832)
- 5 novembre - Cut Nyak Dhien, guerrigliera indonesiana (n. 1848)
- 5 novembre - Andrew Graham, astronomo irlandese (n. 1815)
- 5 novembre - Ernest Hébert, pittore francese (n. 1817)
- 5 novembre - Otis Tufton Mason, etnologo statunitense (n. 1838)
- 7 novembre - Butch Cassidy, criminale statunitense (n. 1866)
- 7 novembre - Sundance Kid, criminale statunitense (n. 1867)
- 8 novembre - William Edward Ayrton, fisico e ingegnere britannico (n. 1847)
- 8 novembre - Victorien Sardou, drammaturgo francese (n. 1831)
- 8 novembre - Carl Friedrich Schmidt, geologo, paleontologo e botanico estone (n. 1832)
- 8 novembre - Eduard Wölfflin, filologo classico e latinista svizzero (n. 1831)
- 11 novembre - Gaetano Bastianelli, fantino italiano (n. 1834)
- 12 novembre - Albert Joseph, anarchico francese (n. 1875)
- 13 novembre - Lorenzo Delleani, pittore italiano (n. 1840)
- 13 novembre - Achille Luchaire, filologo e medievista francese (n. 1846)
- 14 novembre - Arvède Barine, scrittrice, critica letteraria e storica francese (n. 1840)
- 14 novembre - Guangxu, imperatore cinese (n. 1871)
- 14 novembre - Aleksej Aleksandrovič Romanov, nobile russo (n. 1850)
- 15 novembre - Cixi, imperatrice cinese (n. 1835)
- 15 novembre - Katti Lanner, ballerina e coreografa austriaca (n. 1829)
- 17 novembre - Lydia Thompson, danzatrice e attrice britannica (n. 1838)
- 18 novembre - Bonaventura Chigi Zondadari, politico italiano (n. 1841)
- 18 novembre - Ernest Hamy, medico, antropologo e etnologo francese (n. 1842)
- 20 novembre - Albert Dietrich, compositore, direttore d'orchestra e pianista tedesco (n. 1829)
- 20 novembre - Georgij Feodos'evič Voronoj, matematico russo (n. 1868)
- 24 novembre - Charles Turner, pittore statunitense (n. 1848)
- 26 novembre - Jaromir Czernin von und zu Chudenitz, nobile e politico boemo (n. 1818)
- 27 novembre - Knud Bergslien, pittore norvegese (n. 1827)
- 27 novembre - Albert Gaudry, geologo e paleontologo francese (n. 1827)
- 28 novembre - John L. Gibbs, politico statunitense (n. 1838)
- 28 novembre - Karl Theodor von Inama-Sternegg, economista, statistico e storico austriaco (n. 1843)

## Dicembre(49)
- 2 dicembre - John Taylor, velocista statunitense (n. 1882)
- 4 dicembre - Leopoldo Toniolo, pittore italiano (n. 1833)
- 7 dicembre - Pasquale Atenolfi, patriota e politico italiano (n. 1826)
- 8 dicembre - Luigi Contarini, imprenditore e politico italiano (n. 1841)
- 8 dicembre - Josef Zemp, politico svizzero (n. 1834)
- 9 dicembre - José Alcoverro, scultore spagnolo (n. 1835)
- 9 dicembre - Oliver Wolcott Gibbs, chimico statunitense (n. 1822)
- 10 dicembre - Bhavsinhji Madhavsinhji, indiano (n. 1867)
- 13 dicembre - Charles Landelle, pittore francese (n. 1821)
- 13 dicembre - Augustus Le Plongeon, fotografo e archeologo britannico (n. 1825)
- 13 dicembre - Ugo Pesci, giornalista italiano (n. 1846)
- 14 dicembre - Emilio Brusa, giurista e politico italiano (n. 1843)
- 15 dicembre - Alessandro Cruto, inventore e imprenditore italiano (n. 1847)
- 15 dicembre - Rodolfo del Liechtenstein, principe, generale e politico austriaco (n. 1838)
- 16 dicembre - Cavallo Americano, nativo americano (n. 1840)
- 19 dicembre - Victor-Lucien-Sulpice Lécot, cardinale e arcivescovo cattolico francese (n. 1831)
- 20 dicembre - Francis Philip Fleming, politico statunitense (n. 1841)
- 20 dicembre - Giovanni di Kronštadt, religioso russo (n. 1829)
- 22 dicembre - Georg Christian Franz von Lobkowitz, politico boemo (n. 1835)
- 23 dicembre - Pere Romeu, imprenditore spagnolo (n. 1862)
- 23 dicembre - Eduard Wachmann, direttore d'orchestra, compositore e docente romeno (n. 1836)
- 24 dicembre - Evelyn Greenleaf Sutherland, commediografa statunitense (n. 1855)
- 25 dicembre - Victor Février, generale francese (n. 1828)
- 27 dicembre - Luigi Fontana, pittore, scultore e architetto italiano (n. 1827)
- 28 dicembre - Giuseppe Arigò, politico e avvocato italiano (n. 1858)
- 28 dicembre - Agatino Giovanni Barbera, medico italiano (n. 1867)
- 28 dicembre - Eduardo Giacomo Boner, poeta, scrittore e giornalista italiano (n. 1864)
- 28 dicembre - Riccardo Casalaina, compositore italiano (n. 1881)
- 28 dicembre - Gaspare D'Urso, medico italiano (n. 1861)
- 28 dicembre - Antonino De Leo, patriota italiano (n. 1843)
- 28 dicembre - Alfredo De Medio, giurista italiano (n. 1875)
- 28 dicembre - Francesco Fisichella, presbitero e filosofo italiano (n. 1841)
- 28 dicembre - Nicolò Fulci, avvocato e politico italiano (n. 1857)
- 28 dicembre - Angelo Gamba, tenore italiano (n. 1872)
- 28 dicembre - Gabriele Grasso, geografo italiano (n. 1867)
- 28 dicembre - Charles Huleatt, archeologo, calciatore e allenatore di calcio inglese (n. 1863)
- 28 dicembre - Giacomo Macrì, giurista e politico italiano (n. 1831)
- 28 dicembre - Giovanni Noè, avvocato, anarchico e politico italiano (n. 1866)
- 28 dicembre - Maria Paternò Arezzo, nobile e filantropa italiana (n. 1869)
- 28 dicembre - Francesco Perroni Paladini, avvocato e politico italiano (n. 1830)
- 28 dicembre - Nicola Petrina, sindacalista e politico italiano (n. 1861)
- 28 dicembre - Filippo Re Capriata, fisico italiano (n. 1867)
- 28 dicembre - Gaetano Russo, scultore italiano (n. 1847)
- 28 dicembre - Demetrio Tripepi, politico italiano (n. 1859)
- 28 dicembre - Raffaele Villari, patriota e scrittore italiano (n. 1831)
- 28 dicembre - Gregorio Zappalà, scultore italiano (n. 1833)
- 30 dicembre - Eugène Crosti, baritono francese (n. 1833)
- 30 dicembre - Carlo Luigi Invernizzi, patriota italiano (n. 1827)
- 31 dicembre - Pietro Tortarolo, ingegnere e politico italiano (n. 1828)

## Senza giorno specificato(49)
- Richard Hinckley Allen, naturalista statunitense (n. 1838)
- Domenico Ambruosi, scrittore e saggista italiano (n. 1830)
- Edward Bartlett, ornitologo britannico (n. 1836)
- Michele Bellucci, militare italiano (n. 1826)
- Luigi Benaglio, poeta italiano (n. 1843)
- Alessandra Boarelli, alpinista italiana (n. 1838)
- Thomas Brown, politico statunitense (n. 1839)
- Edward Caird, filosofo scozzese (n. 1835)
- Frank Calvert, diplomatico inglese (n. 1828)
- Antonio Carestia, abate e botanico italiano (n. 1825)
- Giuseppe Ciscato, matematico e astronomo italiano (n. 1860)
- Victor André Cornil, medico francese (n. 1837)
- Leopoldo Costoli, scultore italiano (n. 1850)
- Rudolf Credner, geografo tedesco (n. 1850)
- Isaiah Bershadski, scrittore russo (n. 1874)
- Dong Fuxiang, generale cinese (n. 1839)
- Clovis Dupont, operaio e attivista francese (n. 1830)
- Alvah Augustus Eaton, botanico statunitense (n. 1865)
- Domenico Fernelli, patriota italiano (n. 1825)
- Bernardo Gentile Cusa, architetto e ingegnere italiano (n. 1851)
- Peter Janssen, pittore tedesco (n. 1844)
- Nadežda Michajlovna Juneva, nobildonna russa (n. 1843)
- Aleksandr Nikolaevič Korkin, matematico russo (n. 1837)
- Friedrich August Körnicke, botanico tedesco (n. 1828)
- Franz Leydig, zoologo tedesco (n. 1821)
- Edward MacDowell, compositore e pianista statunitense (n. 1861)
- Edward Malet, diplomatico britannico (n. 1837)
- Auguste Manga Ndoumbe, politico camerunese (n. 1851)
- Vittorio Marchi, medico e neuroscienziato italiano (n. 1851)
- Eric Mory, calciatore svizzero (n. 1879)
- Raffaello Motto, marinaio e patriota italiano (n. 1828)
- Gaetano Nunziante, politico e avvocato italiano (n. 1826)
- Biagio Placidi, politico e scrittore italiano (n. 1814)
- Gian Paolo Polini, medico, romanziere e storico italiano (n. 1863)
- Casimiro Radice, pittore italiano (n. 1834)
- Georg Eduard Rindfleisch, patologo tedesco (n. 1836)
- Pietro Saltini, pittore italiano (n. 1839)
- Franz San Galli, imprenditore, ingegnere e inventore russo (n. 1824)
- Michele Sansebastiano, scultore italiano (n. 1852)
- Angelo Santonè, ingegnere e architetto italiano (n. 1852)
- Alfonso Savini, pittore italiano (n. 1836)
- Fanny Tardini-Vladicescu, attrice teatrale rumena (n. 1823)
- Dersu Uzala, esploratore russo (n. 1849)
- Bonaventura Vicentini, politico italiano (n. 1833)
- Emil Vogel, musicologo tedesco (n. 1859)
- Horace Walker, alpinista inglese (n. 1838)
- Francis Herbert Wenham, ingegnere, inventore e pioniere dell'aviazione inglese (n. 1824)
- Federigo Wilson, artista inglese (n. 1828)
- Juan Martín de la Serna, diplomatico, politico e pioniere dell'aviazione argentino (n. 1871)